# Angela Smith
Angela Evans Smith, Baronesa Smith de Basildon, PC (Londres, 7 de enero de 1959) es una política británica del Partido Laborista y Cooperativo, y habiendo sido Miembro del Parlamento (MP) por la circunscripción de Basildon en las elecciones generales de 1997 hasta perder su asiento en las elecciones generales de 2010.
Fue ministra de Estado en la Oficina de Gabinete, incorporando las funciones de Ministro del Tercer Sector y de la Exclusión social.
En mayo de 2010, se le creó una Par vitalicia; y, en 2015 fue Líder de la oposición en la Cámara de los Lores.

## Carrera parlamentaria

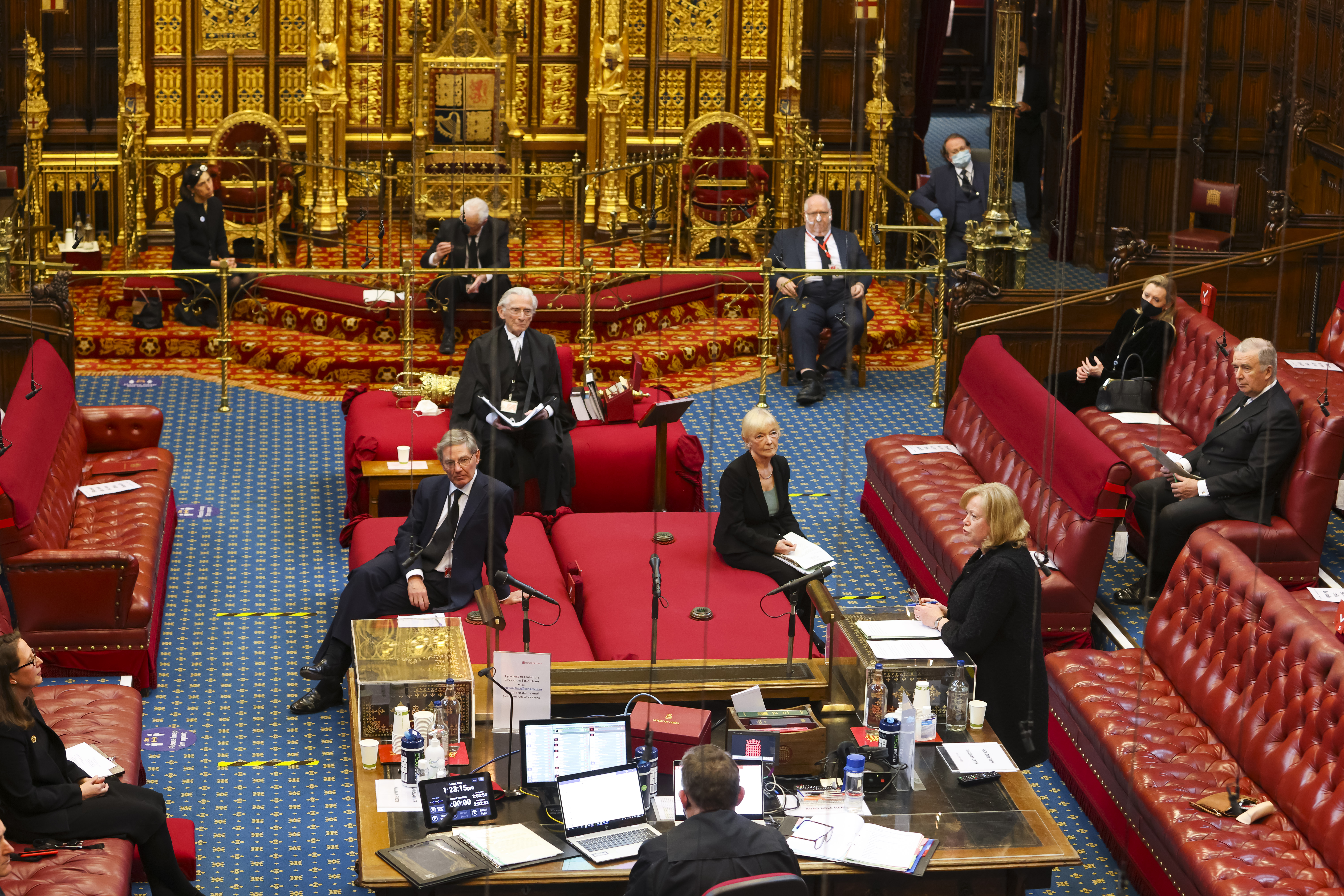
La Baronesa Smith de Basildon en la Cámara de los Lores durante los homenajes por la muerte de Felipe de Edimburgo.

Después de haber impugnado previamente ser elegida en la circunscripción del Southend West en las elecciones generales de 1987, Fue seleccionada para presentarse a las elecciones por el Laborismo una década más tarde a través de una proporcionalidad de mujeres. Fue elegida por un asiento por Basildon en las elecciones generales 1997, reemplazando al conservador MP David Amess, que se había trasladado a disputar el asiento vecino de Southend Oeste. Fue reelegida en 2001 y 2005, pero después de que el asiento de Basildon fuese abolida, perdió la nueva silla en la circunscripción de Basildon Sur y Thurrock Este ante  Stephen Metcalfe, en 2010.
En diciembre de 1997, Angela introdujo un Proyecto de Ley de Miembro privado para minimizar la generación de residuos, y tuvo éxito en la negociación, tras su paso por el Parlamento y ser convertido en Ley de Minimización de Residuos de 1998.

## Baronazgo
El 7 de julio de 2010, a Smith se le creó una Par vitalicia como Baronesa Smith de Basildon, de Basildon en el Condado de Essex, siguiendo los Honores por disolución de 2010. Fue introducida a la Cámara de los Lores al día siguiente.
Desde 2010 a 2013, en los Lores, fue portavoz laborista del Cambio climático y Energía, de Irlanda del Norte de 2011 ao 2012; y, del Ministerio del Interior (Home Office), de 2012 a 2015. También sirvió como Diputada de la Oposición Whip en la Cámara de los Lores de 2012 a 2015. El 27 de mayo de 2015, Fue elegida sin oposición como líder de los laboristas en los Lores, y así se unió al Shadow Cabinet de Harriet Harman.

## Expensas
En junio de 2009, Smith tuvo que devolver más de 1.000 £ por, indebidamente, solicitar al Council Tax  por gastos y cargos de servicio para su segunda propiedad en Elephant and Castle. Una revisión realizada por Thomas Legg descubrió más dinero sobrereclamado por la baronesa haciendo un total de 1.429 £, que regresó más tarde.

## Protección animal
Como activa partidaria del bienestar de los animales, Smith es patrona de la Sociedad Protectora de Animales en cautiverio, una campaña de caridad para darle fin a la utilización de animales en los circos, zoológicos y el comercio de mascotas exóticas.